# Бёрч, Билли
Га́рри «Би́лли» Уильфри́д Бёрч (англ. Harry Wilfred Burch; американское произношение: [hærɪ ˈwɪlfrɪd bɜːʧ]; 20 ноября 1900, Йонкерс — 30 ноября 1950, Торонто) — канадский хоккеист, центральный нападающий. Член Зала славы хоккея с шайбой с 1974 года.
Выступал за команды НХЛ «Гамильтон Тайгерз», «Нью-Йорк Американс», «Бостон Брюинз» и «Чикаго Блэкхокс». Родился в Йонкерс, штат Нью-Йорк и вырос в Торонто. В плей-офф Мемориального кубка 1920 года забил 42 шайбы в 12 матчах за Торонто Клаб Пэддлерз.
В сезоне 1924/1925 взял приз Харт Трофи как самый ценный игрок чемпионата. В том же сезоне, принял участие в первой забастовке в истории НХЛ, которая привела к продаже франшизы «Гамильтон Тайгерз». После в новосозданной команде «Нью-Йорк Американс» стал её капитаном, забил первый гол в истории клуба, стал обладателем Леди Бинг Трофи за честную спортивную борьбу и джентльменское поведение.

## Ранние годы
Родился 20 ноября 1900 года в Йонкерсе, США, но в раннем возрасте переехал в Торонто, где занимался лякроссом, американским футболом и хоккеем. В футболе он выступал на позиции квотербека за Центральную команду Торонто YMCA и стал победителем чемпионата среди юниоров в 1920 году.
В том же году, вместе с партнёрами Лионелем Конахером и Роем Уортерсом в составе Торонто Клаб Пэддлерз стал победителем мемориального кубка. Он набрал 54 балла в 12 играх и стал лидером чемпионата; забил 12 шайб и отдал 12 результативных передач. Следующие два сезона он провёл в составе команды Торонто Аура Ли.

## Карьера
После начала сезона 1922/1923 в составе «Нью-Хейвен Вестминстерс» в УСАХА, Бёрч подписал контракт с клубом «Гамильтон Тайгерз». На тот момент команда занимала последнее место в НХЛ. После 6 шайб в 9 матчах в конце сезона, он финишировал третьим в чемпионате и набрал 22 очка, он играл в тройке нападения с Редом и Шорти Грином. «Гамильтон Тайгерз» завершили регулярный чемпионат со статистикой 19—10—1 а Бёрч стал обладателем приза Харт Трофи как самый ценный игрок чемпионата.
Сезон 1924/25 увеличил количество игр на шесть и растянул сетку плей-офф. В связи с этим, Бёрч и братья Шорт на правах лидеров команды пришли к генеральному менеджеру команды Перси Томпсону и грозились объявить забастовку, если клуб не выплатит всем игрокам бонусные 200 долларов.
После того как клуб отказался выполнять требования игроков, команда объявила забастовку. Несмотря на угрозы главы НХЛ Фрэнка Колдера хоккеисты не вышли на лёд 13 марта 1925 года и команда в полном составе была дисквалифицирована. Летом 1925 года клуб был продан. Гангстер Билл Дуайер стал владельцем франшизы и сменил название команды на «Нью-Йорк Американс».
С Бёрчем заключили трёхлетнее соглашения на 25 000 долларов. Во время своих выступлений в Нью-Йорке он получил от болельщиков, а затем от СМИ прозвища «Бэйб Рут хоккея» и «Йонкерский Билли Бёрч». В первом сезоне он стал капитаном и лучшим снайпером команды (22 гола) и кроме того 2 декабря 1925 года в матче против «Питтсбург Пайрэтс» забил первый гол в истории клуба. В последующие восемь сезонов «Нью-Йорк Американс» смогли только один раз сыграть в плей-офф НХЛ. В 1927 году он стал обладателем Леди Бинг Трофи за честною спортивною борьбу и джентльменское поведение.
В апреле 1932 году он стал игроком «Бостон Брюинз» но в первой части сезона был обменян в «Чикаго Блэкхокс» на Вика Рипли. В конце сезона после перелома ноги был вынужден завершить хоккейную карьеру.
30 ноября 1950 года скончался в Онтарио, Канада. Газета Montreal Gazette в некрологе написала что «Билли Бёрч был первым и одним из немногих игроков, которые выиграли „Харт Трофи“ и „Леди Бинг Трофи“. Это было замечательное достижение в эру довольно грязного хоккея». В 1974 году он был включен в Зал славы хоккея с шайбой.

## Статистика
| 1919–20 | Торонто Клаб Пэддлерз   | ОХА   | —   | —   | —  | —   | —   | 12 | 42 | 12 | 54 | — |
| 1920–21 | Торонто Аура Ли         | ОХА   | 10  | 12  | 2  | 14  | —   | —  | —  | —  | —  | — |
| 1921–22 | Торонто Аура Ли         | ОХА   | 9   | 13  | 10 | 23  | —   | 2  | 2  | 1  | 3  | — |
| 1922–23 | Нью-Хейвен Вестминстерс | УСАХА | —   | 4   | 0  | 4   | —   | —  | —  | —  | —  | — |
| 1922–23 | Гамильтон Тайгерз       | НХЛ   | 10  | 6   | 3  | 9   | 4   | —  | —  | —  | —  | — |
| 1923–24 | Гамильтон Тайгерз       | НХЛ   | 24  | 16  | 6  | 22  | 6   | —  | —  | —  | —  | — |
| 1924–25 | Гамильтон Тайгерз       | НХЛ   | 27  | 20  | 7  | 27  | 10  | —  | —  | —  | —  | — |
| 1925–26 | Нью-Йорк Американс      | НХЛ   | 36  | 22  | 3  | 25  | 33  | —  | —  | —  | —  | — |
| 1926–27 | Нью-Йорк Американс      | НХЛ   | 43  | 19  | 8  | 27  | 40  | —  | —  | —  | —  | — |
| 1927–28 | Нью-Йорк Американс      | НХЛ   | 32  | 10  | 2  | 12  | 34  | —  | —  | —  | —  | — |
| 1928–29 | Нью-Йорк Американс      | НХЛ   | 44  | 11  | 5  | 16  | 45  | 2  | 0  | 0  | 0  | 0 |
| 1929–30 | Нью-Йорк Американс      | НХЛ   | 35  | 7   | 3  | 10  | 22  | —  | —  | —  | —  | — |
| 1930–31 | Нью-Йорк Американс      | НХЛ   | 44  | 14  | 8  | 22  | 35  | —  | —  | —  | —  | — |
| 1931–32 | Нью-Йорк Американс      | НХЛ   | 48  | 7   | 15 | 22  | 20  | —  | —  | —  | —  | — |
| 1932–33 | Бостон Брюинз           | НХЛ   | 23  | 3   | 1  | 4   | 4   | —  | —  | —  | —  | — |
| 1932–33 | Чикаго Блэкхокс         | НХЛ   | 24  | 2   | 0  | 2   | 2   | —  | —  | —  | —  | — |
| Итого   | Итого                   | Итого | 390 | 137 | 61 | 198 | 255 | 2  | 0  | 0  | 0  | 0 |